# Aquatisch

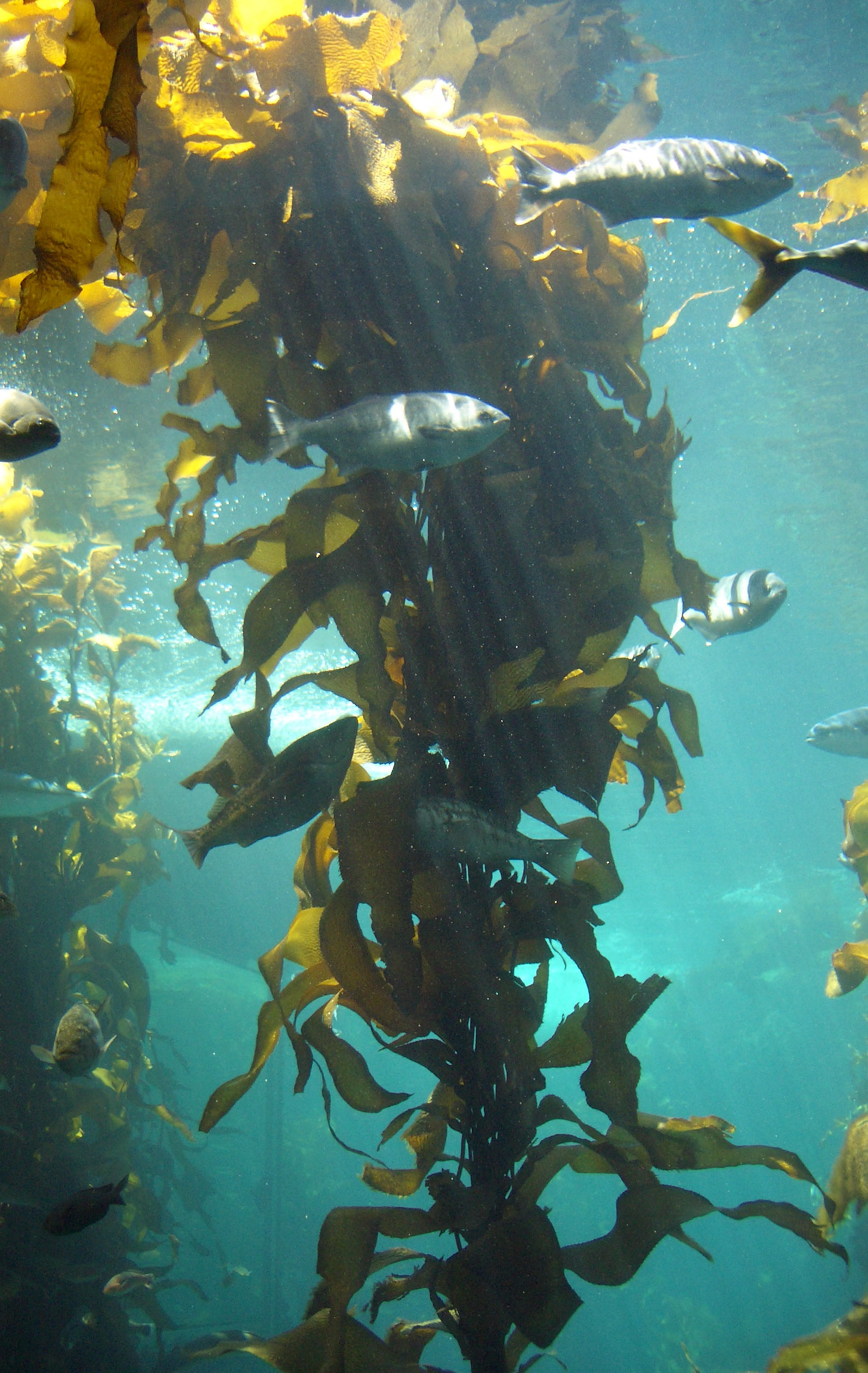
Riesentang bildet unter Wasser ganze Wälder

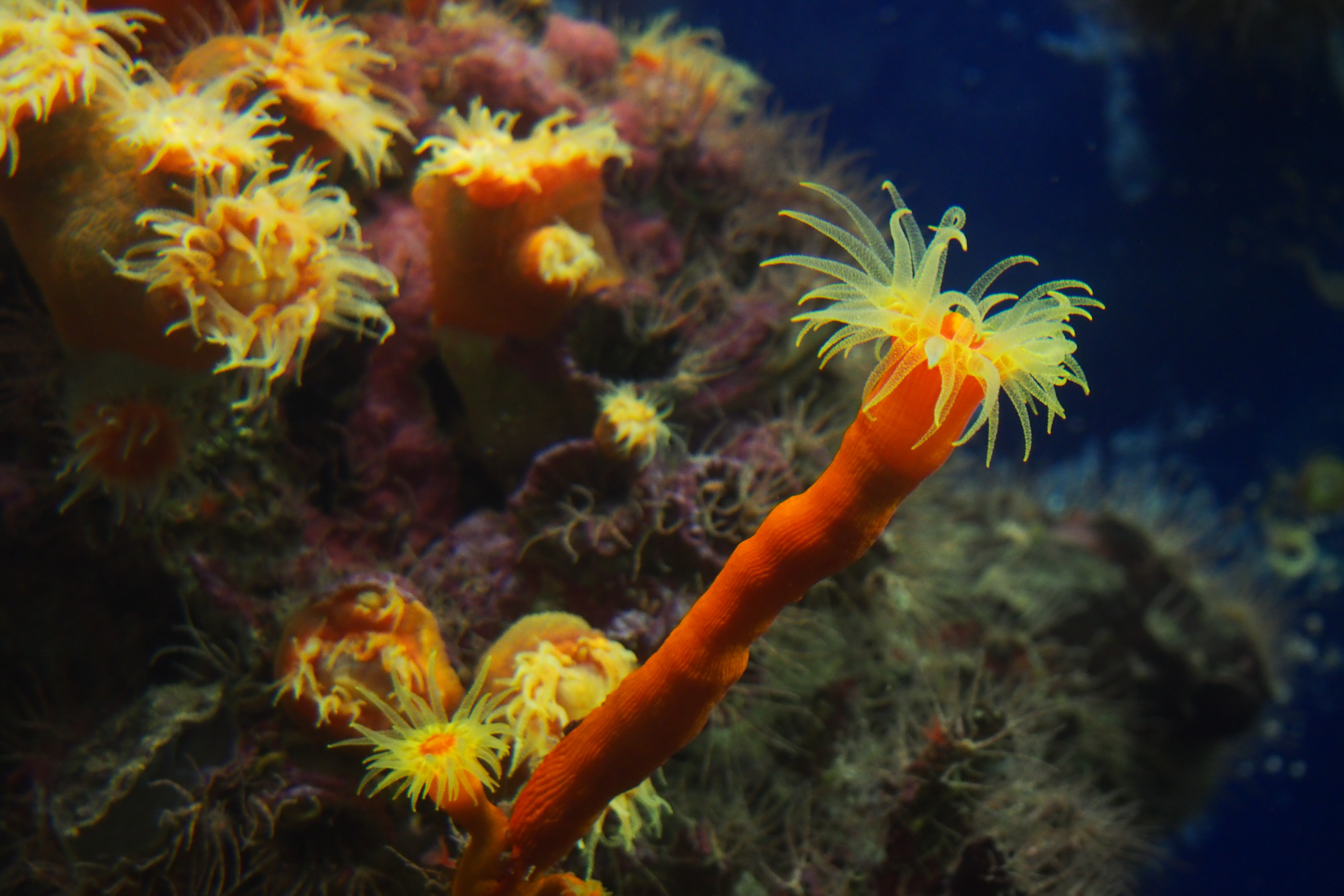
Korallenriffe zählen zu den Lebensräumen mit der höchsten Biodiversität

aquatisch (synonym: aquatil; von lat. aqua ‚Wasser‘) sind Adjektive, die im Fachgebiet Ökologie jene Lebewesen bezeichnen, die zumindest ihren Lebensmittelpunkt in flüssigem Wasser haben, das heißt in der Aquasphäre, hierzu zählen u. a. Fische, Amphibien und Muscheln sowie Wasserpflanzen.
Die Wissenschaft von den aquatisch lebenden Organismen ist die Hydrobiologie.
Darüber hinaus können beide Adjektive auch ganz allgemein im Sinne von „das Wasser betreffend“ verwendet werden. Das Gegenteil von aquatisch und aquatil ist terrestrisch (von lat. terra ‚Erde‘, ‚Land‘).

## Ausdifferenzierung zwischen aquatischem und terrestrischen Leben
Vor 480 bis 460 Millionen Jahren – im frühen Ordovizium – gelang es nach heutigem Kenntnisstand den ersten Lebewesen, von einer aquatischen Lebensweise zu einer terrestrischen überzugehen. Diesen so genannten Landgang vollzogen entweder frühe Arten der Schmuckalgen aus der Gruppe der Streptophyta oder Armleuchteralgen (Charophyceae oder Charales).

## Aquatische Lebensweise als Lebensphase
Darüber hinaus gibt es zahlreiche Lebewesen, bei denen nur ein Teil des Lebens, oder ein bestimmter Entwicklungsabschnitt, im Wasser verbracht wird. So leben beispielsweise die Larven vieler Insekten wie die der Libellen oder der Stechmücken im Wasser, während das ausgewachsene Tier an Land lebt. Fossilfunde legen nahe, dass die Larven zahlreicher Insekten, wie z. B. der Netzflügler, die mittlerweile landlebend sind, vor Millionen von Jahren noch ausnahmslos aquatisch lebten.

## Bedeutung mariner Ökosysteme
Die ökologische Bedeutung der aquatischen Flora und Fauna wurde lange unterschätzt. Mittlerweile steht fest, dass insbesondere das Plankton von essenzieller Bedeutung als Lebensgrundlage zahlreicher Arten ist und durch den Klimawandel Veränderungen unterworfen ist, deren Auswirkungen noch nicht vollumfänglich erforscht sind.
Aber auch die Unterwasserwälder aus Kelp, sowie weitere marine Lebensgemeinschaften, wie gemischter Tangwald, der unterschiedliche Algen und Unterwasserpflanzen enthält, sind sowohl von hoher ökologischer Relevanz als auch in ihrem Bestand gefährdet.
Ebenfalls bedroht und von hoher Bedeutung für die Biodiversität der Tier- und Pflanzenwelt ist der Lebensraum Korallenriff. Mittlerweile wird sowohl verstärkt geforscht, als auch nach Möglichkeiten gesucht, geschädigte Riffe zu regenerieren.